# Tetranodus reticeps
Tetranodus reticeps là một loài bọ cánh cứng trong họ Cerambycidae.